# Ellevang Sogn
Ellevang Sogn er et sogn i Århus Nordre Provsti (Århus Stift).
Efter at Ellevang Kirke var indviet i 1974, blev Ellevang Sogn samme år udskilt fra Vejlby Sogn, som i 1800-tallet hørte til Hasle Herred i Aarhus Amt. Vejlby-Risskov sognekommune var ved kommunalreformen i 1970 indlemmet i Aarhus Kommune.
I Ellevang Sogn findes følgende autoriserede stednavne:
- Hedeenge (areal)
- Ny Egå (vandareal)
- Skolevangen (bebyggelse)
- Torsøvej (station)
- Vejlby (bebyggelse, ejerlav)
- Vestre Strandallé (station)

## Præster ved Ellevang Sogn
- Kjeld Holm, sognepræst, 1974-1994
- Jens Ole Henriksen, residerende kapellan, 1976-1979
- Hans H. Graversen, residerende kapellan, 1979-1983
- Gyrite Madsen, sognepræst, 1983-1996
- Hanne Wieland, hjælpepræst, 1989-1994
- Søren Juhl, hjælpepræst, 1990-1991
- Søren Jensen, konst. sognepræst 1992-1993, sognepræst 1994-
- Jens Holger Schjørring, hjælpepræst, 1994-2002
- Pia Elisabeth Pedersen, sognepræst, 1997-
- Christina Smith, hjælpepræst, 2000-2000
- Anders Moe Rasmussen, hjælpepræst, 2004-
- Simon Kangas Larsen, hjælpepræst, 2006-
- Susanne Kramer Madsen, sognepræst, 2008-